# 반둥 공과대학교
반둥 공과대학교(인도네시아어: Institut Teknologi Bandung)는 줄여서 ITB로 알려진 인도네시아 반둥에 있는 남녀공학 학술 조사 전문 대학교이다. 1920년 7월 3일 개교했으며, 인도네시아 내에서는 가장 오래된 공과대학이다.
2004년 인도네시아 대학교, 가자마다 대학교 등과 함께 '인도네시아의 고등학생들이 가장 선호하는 대학'에 선정된 바 있다. 또한 인도네시아의 초대 대통령을 지낸 수카르노가 이 대학의 토목공학과를 졸업했으며, 제3대 대통령인 바하루딘 유숩 하비비는 이 대학의 기계공학과를 수료하였다.